# Список національних парків Угорщини
Список національних парків Угорщини:
До числа головних охоронюваних природних пам'яток Угорщини входять десять  національних парків і 35 природоохоронних зон. Два з десяти національних парків країни — Хортобадь і Аггтелек включено також до списку світової культурної спадщини ЮНЕСКО.

## Національні парки
|     | Назва парка                                       | Дата набуття статусу |
| --- | ------------------------------------------------- | -------------------- |
| 1.  | Гортобадь                                         | 1972                 |
| 2.  | Кишкуншаг                                         | 1975                 |
| 3.  | Бюкк                                              | 1976                 |
| 4.  | Аггтелек                                          | 1985                 |
| 5.  | Фертьйо-Ханшаг (разом з Австрією, див. Нойзідлер) | 1991                 |
| 6.  | Дунай-Драва                                       | 1996                 |
| 7.  | Кьорьош-Марош                                     | 1997                 |
| 8.  | Національний парк Прибалатонської височини        | 1997                 |
| 9.  | Дунай-Іпой                                        | 1997                 |
| 10. | Ершег                                             | 2002                 |

## Ресури Інтернету
- Путівник національними парками Угорщини [Архівовано 11 жовтня 2020 у Wayback Machine.] (англ.)